# 正業國際
正業國際控股有限公司，簡稱正業國際控股，以及正業國際（英語：Zhengye International Holdings Company Limited，港交所：3363），在1999年，由胡正（主席）在香港（總部）和中山（第二總部），分別成立「正業實業（香港）有限公司」（「正業國際有限公司」前身），以及「正業實業（中山）有限公司」（「正業包裝（中山）有限公司」前身）。
總裁為胡漢朝。
業務在中國內地經營廢紙回收、生態製造環保包裝用紙、紙類包裝產品的大型包裝生產。
該股份在2011年6月3日於港交所主板上市，招股價為1.43港元，全球發售125,000,000股，集資額為1.8億港元。

## 連結
- zhengye-cn.com （页面存档备份，存于）